# Кувейт Петролеум Інтернешнл
Кувейт Петролеум Інтернешнл (англ. Kuwait Petroleum International. араб. شركة بترول الكويت العالمية) — компанія, якій належить відома торгова марка Q8Oils. КПІ входить в структуру Kuwait Petroleum Corporation (KPC) одну з найбільших світових нафтових корпорацій, яка належить державі Кувейт.

## Исторія Kuwait Petroleum
1930-1938 роки. Починається розвідка та експериментальне буріння нафтових родовищ в Кувейті компаніями «Gulf Oil Company» (США) і «British Petroleum». На родовищі Burgan-1 забив перший промисловий нафтовий фонтан, але у зв'язку з початком Другої світової, війни експортні операції були розгорнуті тільки в 1946 році. Сьогодні це родовище є другим у світі за обсягом розвіданої нафти.

1960 рік. У Кувейті побудовані три нафтопереробні заводи, один з яких призначався для виробництва експортної продукції.

1970 рік. Уряд Кувейту викупив всі нафтові компанії і повернув управління нафтовими і газовими запасами від іноземних концесіонерів під державну юрисдикцію.

1980. Чотири державні нафтові компанії Кувейту об'єдналися в єдину компанію «Kuwait Petroleum Corporation» (KPC) з метою захисту і просування кувейтських нафтових інтересів на світовому ринку. Логотип Q8 визначений як торгова марка «Kuwait Petroleum Corporation».

1983 рік. Для ведення бізнесу в Європі та Азії створюється дочірня компанія «Kuwait Petroleum International» (KPI). У тому ж році компанія KPI придбала частину переробних потужностей і заправних станцій «Gulf Oil Company» в Бельгії, Нідерландах та Люксембурзі, а дещо пізніше — у Швеції та Данії.

1984. KPI першою вивела на ринок Європи неетильоване паливо з октановим числом 95, яке швидко стало загальним стандартом якості.

1986. KPI придбала частину мережі заправних станцій і підприємств роздрібної торгівлі «Gulf Oil Company» в Італії та Великій Британії.

1987 рік. KPI придбала частину мережі заправних станцій «British Petroleum» в Данії, що забезпечило їй першість на датському нафтовому ринку.

1990 рік. KPI придбала частину мережі заправних станцій «Mobil Oil Italiana», що дозволило їй стати третім найбільшим оператором нафтової індустрії Італії.

1993 рік. KPI придбала майно «British Petroleum» в Люксембурзі і частину роздрібної мережі в Німеччині.

1999 рік. KPI придбала і під маркою Q8 об'єднала в єдину мережу заправні станції і підприємства роздрібної торгівлі «British Petroleum» і «Aral» в Бельгії.

2001 рік. KPI придбала у BP мережу прямої дистрибуції палива у центральній і південній Англії.

2002 рік. KPI придбала частину роздрібної мережі BP в Нідерландах, розташовану на півночі країни.

2004 рік. KPI придбала мережу заправних станцій «Tango» у Нідерландах, Бельгії та Іспанії.

## Кувейт Петролеум Інтернешнл сьогодні
Емблема KPI стилізована під зображення вітрил традиційного арабського судна, використовуваного ловцями перлів. Сьогодні «кораблики» Q8 добре відомі у всій Європі. KPI самостійно розвиває свій бізнес під маркою Q8 в Бельгії, Нідерландах, Люксембурзі, Данії, Франції, Німеччині, Італії, Іспанії, Великій Британії, Швеції та Таїланді. Крім того, KPI здійснює поставки своєї продукції кінцевим споживачам безпосередньо або через своїх авторизованих дистриб'юторів більш ніж в 75 країн світу, в тому числі і до України.
У Європі KPI володіє п'ятьма маслозмішувальними заводами, розташованими в різних країнах, які забезпечуються базовими маслами з власного нафтопереробного заводу в «Європорт». Крім того, KPI є однією з небагатьох компаній в світі, що постачають свої базові масла іншим виробникам мастильних матеріалів. KPI самостійно керує науково-технічним розвитком виробництва та розробкою нових продуктів. Сьогодні мастильні матеріали Q8 займають 5% європейського ринку.
Всі виробничі підприємства KPI мають Сертифікати якості QS 9000, ISO 9001 і 9002, а також підтвердження екологічної безпеки ISO 14001.

## Заводи в Європі

### Очисні заводи
Європорт (Нідерланди), Мілаццо (Італія).

### Змішувальні заводи
Стокгольм (Швеція), Лідс (Великабританія), Антверпен (Бельгія), Мілан (Італія)

### Дослідницький центр
Європорт (Нідерланди)
В Кувейт Петролеум Інтернешнл працюють понад 5000 чоловік, дистриб'ютори знаходяться в понад 50 країнах світу. Продажі компанії перевищують 60 млн літрів в день, товарообіг становить 21,7 млрд дол. США в рік. КПІ має в Європі 660 автономних і 3756 звичайних автозаправних станцій. Q8 Aviation постачає пальне у 49 аеропортів — 107 авіаліній.